# Suurisaari (ö i Finland, Norra Karelen, Joensuu, lat 62,82, long 30,33)
Suurisaari är en ö i Finland. Den ligger i sjön Jäsys och Retujärvi och i kommunen Joensuu i den ekonomiska regionen  Joensuu ekonomiska region  och landskapet Norra Karelen, i den sydöstra delen av landet, 400 km nordost om huvudstaden Helsingfors. Öns area är 28,8 hektar och dess största längd är 1,1 kilometer i sydöst-nordvästlig riktning.